# Claude Royet-Journoud
Claude Royet-Journoud (* 1941 in Lyon) ist ein französischer Dichter, Essayist und Übersetzer.

## Leben
Gemeinsam mit Anne-Marie Albiach und Michel Couturier war er zwischen 1963 und 1970 Mitbegründer und -herausgeber der Zeitschrift Siècle à mains. In den 1960ern begann er, amerikanische Poesie ins Französische zu übersetzen, darunter Werke von George Oppen, John Ashbery, Keith Waldrop, Charles Bernstein und Louis Zukofsky. Gemeinsam mit Emmanuel Hocquard gab er zwei Anthologien amerikanischer Poesie heraus: 21+1: Poètes améicains d'aujourd'hui (1986) und 49+1: nouveaux poètes américains (1991). Ferner war er Herausgeber der kleinen Zeitschrift Zuk, in dem französische Übersetzungen der Werke amerikanischer Poeten erschienen.
Royet-Journouds Arbeiten erschienen in Zeitschriften wie Acts, Conjunctions, Temblor, o-blek, New Directions, Moving Letters und Lingo. Einige seiner Werke wurden ins Englische (von Keith Waldrop), Griechische, Spanische, Italienische, Portugiesische und Rumänische übersetzt.
Claude Royet-Journoud lebt in Paris.

## Auszeichnungen
- 2021: Grand Prix de Poésie für das poetische Gesamtwerk

## Schriften
Monographien
- Le Renversement, Gallimard, 1972
- Até, Le Collet de Buffle, 1974
- Cela fait vivant, Orange Export Ltd, 1975
- Ils montrent, Orange Export Ltd, 1975
- Autre, pièce (mit drei Photographien von Emmanuel Hocquard), Orange Export Ltd, 1975
- Le Travail du nom (mit Gravuren von Lars Fredrikson), Maeght éditeur, 1976
- Le Drap maternel ou la restitution, Orange Export Ltd, 1977
- La Notion d'obstacle, Gallimard, 1978
- Lettre de symi (mit Illustrationen von François Martin), Fata Morgana, 1980
- Les objets contiennent l'infini, Gallimard, 1983, Neuauflagen 1990 und 2002
- Une méthode descriptive, le collet de buffle, 1986
- mit Lars Fredrikson: Milieu de dispersion, la Sétérée, 1986
- mit Etel Adnan: L'Amour dans les ruines, H. C., 1987
- Les Natures indivisibles, Gallimard, 1997
- mit Anne Slacik: Un de chute, L .m. p, 1998
- mit Anne Slacik: Deux de chute, L. p. m, 2001
- L'In-Plano, 2002, Al Dante
- La Poésie entière est préposition, 2007, Eric Pesty Editeur
- Théorie des prépositions, 2007, P.O.L
- Kardia, 2009, Eric Pesty Editeur

Anthologien
- mit Emmanuel Hocquard: 21+1 Poètes américains d'aujourd'hui, édition Delta, université de Montpellier, 1986
- mit Emmanuel Hocquard: 49+1 Nouveaux poètes américains, un bureau sur l'Atlantique, Royaumont, 1991